# Sido
Paul Würdig (30 November 1980)é um rapper alemão que dá pelo nome de Sido.
O nome Sido é uma sigla, conforme afirmado por Paul, que significa "super-intelligentes Drogenopfer" ("Vítima de droga super inteligente"), no entanto, no início da sua carreira significava "Scheisse in Dein Ohr" ("Merda no teu ouvido").
Sido é conhecido pelos temas e opiniões controversos exprimidos nas suas músicas. Sido reside em Berlim, e é um músico de contracto com a produtora de hip hop independente Aggro Berlin.

## Estréia no mundo musical
Tendo sobrevivido a um passado de vícios e a uma juventude traumatizada por abusos, Sido, em conjunto com os rappers B-Tight, Tony D e Fler, formou a Aggro Berlin. Estreando-se oficialmente com o álbum "Mask", nome que faz referência ao seu costume de actuar com uma máscara prateada. "Mask" vendeu mais de 100.000 cópias na primeira semana, rendendo a Sido o prémio de música alemã, na categoria de melhor estreante. Do álbum salienta-se o tema "Mein Block", que retrata a vida em Märkisches Viertel, um bairro pobre de Berlim.

## ICH
No seu 2º álbum, "Ich" ("Eu"), as letras e música de Sido metamorfosam-se, passando de letras pesadas como "Mein Block" e "Taxi", para um tipo mais melancólico e sentimental de letras, como "Ein Teil Von Mir", onde faz referência ao seu filho e "Mein Testament", onde Sido revela uma perspectiva muito negativista do mundo. Os temas principais do álbum são "Strassejunge", onde faz referência aos jovens dos bairros pobres e "Schlechtes Vorbild", onde admite ser um mau exemplo a ser seguido.

## Álbuns

### Mask
Temas:
- "Mein Block" (O meu bloco)
- "Fuffies im Club" ("Fifties" in the club - "Fifties" refere a maços de notas de 50 Euros)"
- "Arschficksong" (Cancäo de sexo anal)
- "Mama ist stolz" (A mãe está orgulhosa)

### ICH
Temas:
- "Strassenjunge" (Garoto da rua)
- "Ein Teil von mir" (Uma parte de mim)
- "Schlechtes Vorbild" (Mau exemplo)